# Montpon-Ménestérol
 Montpon-Ménestérol  es una población y comuna francesa, situada en la región de Aquitania, departamento de Dordoña, en el distrito de Périgueux. Es el chef-lieu del cantón de su nombre.

## Demografía
| 5526 | 5863 | 5939 | 5742 | 5481 | 5385 |
| Para los censos de 1962 a 1999 la población legal corresponde a la población sin duplicidades (Fuente: INSEE [Consultar]) |      |      |      |      |      |